# Iskandar Dzhalilov
Iskandar Fatkhulloyevich Dzhalilov - em tajique:  Ҷалилов Искандар Фатҳуллоевич (Duxambé, 1 de junho de 1992) é um futebolista tajique[carece de fontes?] que atua como lateral-direito. Atualmente joga no Istiklol.

## Carreira
Após jogar nas categorias de base do CSKA Moscou entre 2008 e 2010, Dzhalilov assinou pelo Rubin Kazan neste ano, porém nunca chegou a atuar pelo clube tártaro, que o emprestou para Neftekhimik Nizhnekamsk (também não jogou), Turnu Severin e Istiklol até 2014, quando seu contrato foi encerrado.
Teve ainda passagens por Volga NN, Dunav Ruse, Baltika Kaliningrado, Lokomotiv Plovdiv e Botev Vratsa até 2019, quando regressou ao Istiklol, tendo vencido o Campeonato Tajique, a Copa do Tajiquistão e a Supercopa.

## Seleção Tajique
Embora possua cidadania russa e tenha atuado pelas seleções de base entre 2009 e 2011 (foi no time Sub-17 que fez os 2 únicos gols de sua carreira), Dzhalilov optou em jogar pela Seleção Tajique, onde estreou em 2014.
Seus primos, Alisher e Manuchekhr, além de serem companheiros de equipe do lateral no Istiklol, também atuam pela Seleção Tajique - o primeiro é meia-atacante e também defendeu as seleções de base da Rússia, passando a defender os Corvos em 2019; o segundo é atacante, e o maior artilheiro da Seleção Tajique (17 gols desde 2011).

## Títulos
Istiklol
- Campeonato Tajique: 2019[6]
- Copa do Tajiquistão: 2019[7]
- Supercopa do Tajiquistão: 2019 e 2020[8]